# Oopsis pseudostriatellus
Oopsis pseudostriatellus là một loài bọ cánh cứng trong họ Cerambycidae.